# Ptychodium pallescens
Ptychodium pallescens là một loài rêu trong họ Thuidiaceae. Loài này được J.J. Amann mô tả khoa học đầu tiên năm 1919.
Danh pháp khoa học của loài này chưa được làm sáng tỏ. 